# Вилан Сиприен
Вилан Сиприен (на френски език - Wylan Cyprien) е френски футболист, който играе като полузащитник за Ланс.
Неговият брат – Яник Сиприен, също е футболист.